# سهیلا فرس
سهیلا فرس (انگلیسی: Soheila Fors; ۸ فوریهٔ ۱۹۶۷ – ) نویسنده، و سخنران اهل سوئد بود.

## زندگی‌نامه
سهیلا فرس در گیلانغرب از توابع کرمانشاه زاده شد. او پس از آنکه رژیم آیت‌الله خمینی خانواده‌اش را مورد آزار و پیگرد قرار داد، به مقاومت علیه حکومت پیوست و سرانجام در سال ۱۹۹۳ به همراه همسر و دو فرزندش به سوئد مهاجرت کرد. با افزایش خشونت و بدرفتاری در زندگی زناشویی، فرس از همسرش جدا شد و در سال ۱۹۹۸ با همسر کنونی‌اش ازدواج کرد که حاصل این ازدواج نیز دو فرزند است.
تجربه‌های شخصی او الهام‌بخش راه‌اندازی پناهگاه‌هایی برای زنان شد تا بتوانند از انزوا و خشونت خانگی رهایی یابند، به‌ویژه زنانی از جوامع مهاجر که تحت فشار فرهنگ ناموسی قرار دارند.
او همچنین در جمع‌آوری کمک‌های بشردوستانه برای پناهندگان در کردستان نیز فعالیت داشته است.
در نتیجهٔ فعالیت‌هایش، او از سوی افرادی که خود را وابسته به دولت اسلامی عراق و شام (داعش) معرفی کرده‌اند، تهدید به مرگ شده است.
در سال ۲۰۱۲، روزنامهٔ مسیحی Dagen او را به عنوان «الگوی سال» انتخاب کرد. زندگی‌نامهٔ او با عنوان Kärleken blev mitt vapen («عشق سلاح من شد») در سال ۲۰۱۵ منتشر شد. او که پیش‌تر مسلمان بود، اکنون مسیحی است.